# Helmut Link

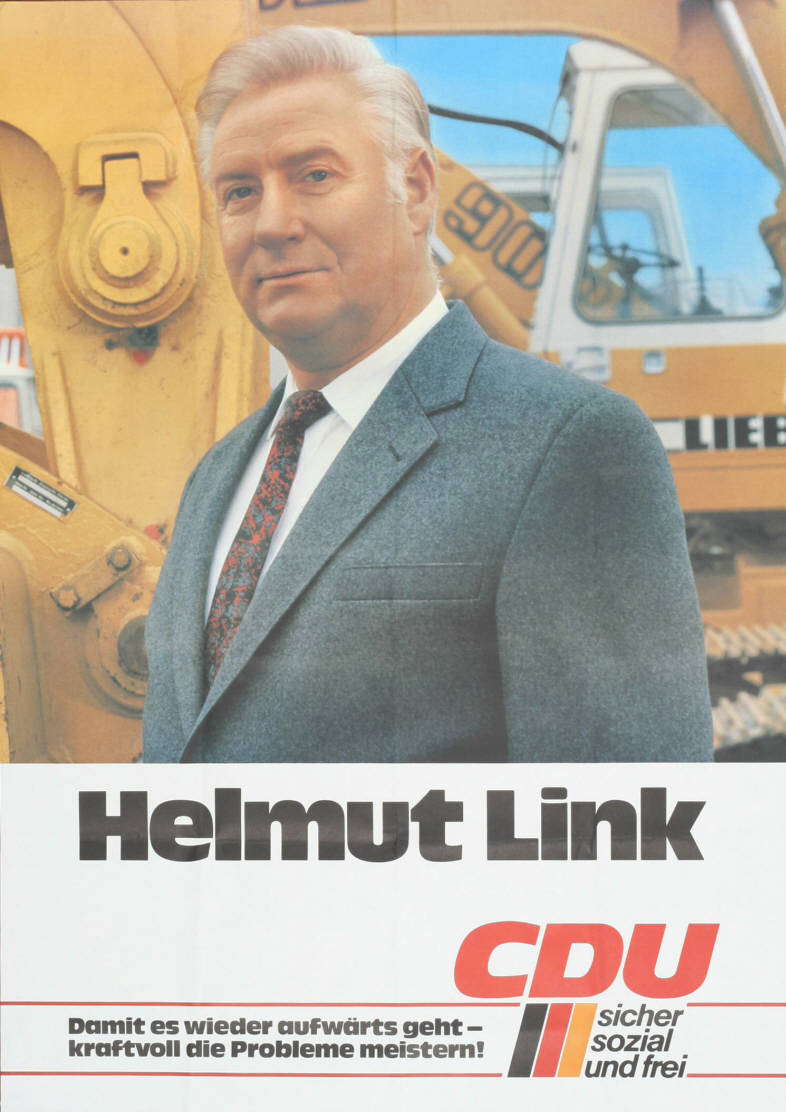
Helmut Link auf einem Kandidatenplakat zur Bundestagswahl 1983

Helmut Link (* 6. Februar 1927 in Frankfurt am Main; † 26. Februar 2009) war ein deutscher Politiker der CDU.
Helmut Link machte eine Elektromechanikerlehre und arbeitete ab 1944 als Versuchsmechaniker im Siemens Schaltwerk in Frankfurt. 1944 wurde er zum Reichsarbeitsdienst einberufen und war anschließend bis 1945 bei der Wehrmacht. 1947 wurde er IG-Metall-Mitglied und trat 1954 der CDA bei. Später wurde er Kreisvorsitzender der CDA in Frankfurt und Mitglied in deren Bundesvorstand. 1957 trat Link in die CDU ein und war von 1960 bis 1969 für diese Mitglied in der Frankfurter Stadtverordnetenversammlung, davon von 1964 bis 1969 im Fraktionsvorstand. Bei der Bundestagswahl 1969 wurde Link über die hessische Landesliste der CDU in den Deutschen Bundestag gewählt, nachdem er bereits 1965 erfolglos für diesen kandidiert hatte. Link blieb bis 1990 Mitglied des Deutschen Bundestages und wurde zunächst immer über die hessische Landesliste gewählt. 1983 und 1987 gelang es ihm aber schließlich im Bundestagswahlkreis Frankfurt am Main III das Direktmandat zu erringen.

## Ehrungen
- 1980: Verdienstkreuz 1. Klasse der Bundesrepublik Deutschland
- 1990: Großes Verdienstkreuz der Bundesrepublik Deutschland